# 조호쿠촌 (효고현 다키군)
조호쿠촌(城北村)은 효고현 다키군에 있던 촌이다. 현재의 단바사사야마시 중심부의 북쪽에서 동쪽의 사사야마강 우안까지 일대에 해당한다. 